# Лоріто
Лорі́то (Geoffroyus) — рід папугоподібних птахів родини Psittaculidae. Представники цього роду мешкають в Австралазії.

## Види
Виділяють три види:
- Лоріто червоноголовий (Geoffroyus geoffroyi)
- Лоріто зеленоголовий (Geoffroyus simplex)
- Лоріто жовтоголовий (Geoffroyus heteroclitus)

## Етимологія
Рід Geoffroyus названий на честь французького натураліста і зоолога Етьєна Жоффруа Сент-Ілера.